# Crăciunul lui Charlie Brown
Crăciunul lui Charlie Brown (în engleză A Charlie Brown Christmas) este un special TV de animație american din 1965. Este primul special de televiziune bazat pe banda desenată Peanuts, scrisă de Charles M. Schulz. Produs de Lee Mendelson și regizat de Bill Melendez, programul a debutat pe postul de televiziune CBS la 9 decembrie 1965. În episodul special, Charlie Brown se simte deprimat în ciuda începutului vesel al sărbătorilor. După ce Lucy van Pelt îi sugerează să regizeze o piesă de teatru, eforturile îi sunt batjocorite de colegii săi atunci când alege un brad de Crăciun sărăcăcios ca piesă centrală a spectacolului.
Crăciunul lui Charlie Brown a fost primit cu evaluări entuziaste din partea criticilor. Programul a fost onorat cu un premiu Emmy și un premiu Peabody, iar vizionarea sa a devenit o tradiție în Statele Unite, fiind difuzat pe posturile de televiziune în timpul sezonului de Crăciun timp de 56 de ani, înainte de a ajunge disponibil exclusiv pe serviciul de streaming Apple TV+. Succesul său a deschis calea pentru o serie de filme și speciale de televiziune Peanuts. Coloana sonoră a înregistrat un succes comercial, vânzându-se în cinci milioane de exemplare în SUA.

## Acțiune
În drum spre prietenii lor care patinează pe un lac înghețat, Charlie Brown îi mărturisește lui Linus van Pelt că, în ciuda tuturor lucrurilor care îi plac de Crăciun, el este încă deprimat. După un reproș din partea lui Linus și o mustrare din partea lui Violet, Charlie vizitează „cabinetul de psihiatrie” al lui Lucy van Pelt, căreia îi spune problema sa. Ea îi sugerează să regizeze piesa anuală de Crăciun a grupului pentru a se simți mai implicat, iar el acceptă.
Charlie Brown devine și mai descurajat de constatările sale privind comercializarea Crăciunului în timp ce se îndreaptă spre repetiție: Lucy se plânge că nu a primit drept cadou bunuri imobiliare; Snoopy își decorează cușca pentru un concurs de luminițe; iar Sally, sora lui mai mică, îi cere să scrie o scrisoare costisitoare către Moș Crăciun. La repetiții, Charlie Brown găsește o distribuție necooperantă. Incapabil să preia controlul, el decide că piesa are nevoie de o „atmosferă mai temperată”, și recomandă un brad de Crăciun. Lucy sugerează un brad de Crăciun mare, din aluminiu roz, apoi îi trimite pe el și pe Linus să cumpere unul.

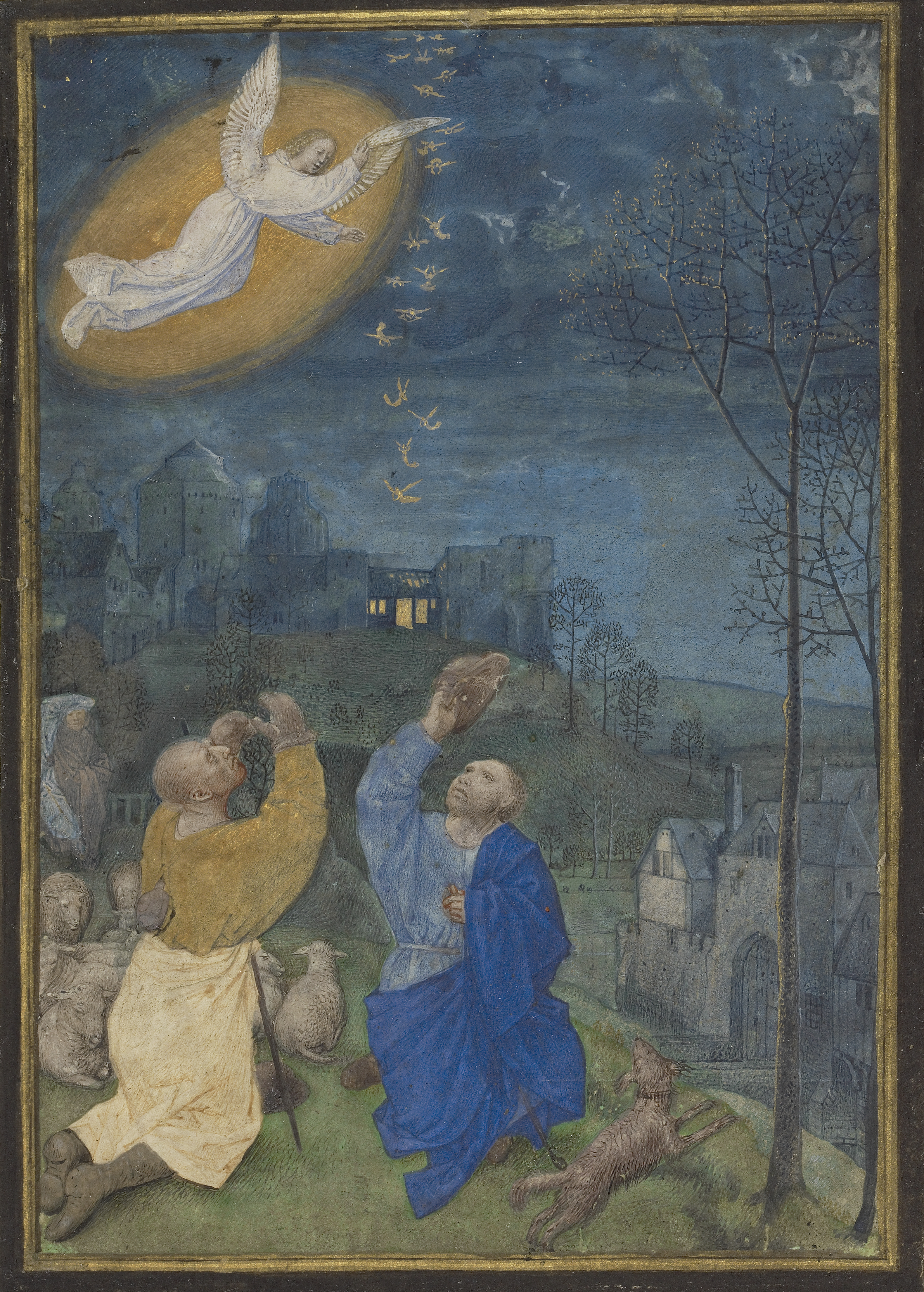
Vestirea păstorilor este folosită de Linus van Pelt pentru a explica semnificația Crăciunului.

La parcul de brazi, Charlie Brown alege singurul brad real de acolo, un mic puiet. Linus pune la îndoială alegerea sa, dar Charlie Brown crede că, odată decorat, va fi perfect. La întoarcerea lor, Lucy, Violet, Patty și Frieda găsesc să critice piesa de decor, și pleacă râzând. Copleșit, Charlie Brown întreabă cu voce tare dacă cineva știe măcar ce înseamnă Crăciunul. Linus răspunde afirmativ, merge în centrul scenei, și recită versiunea King James a vestirii către păstori (Luca 2:8-14), iar apoi se întoarce și spune: „Asta înseamnă Crăciunul, Charlie Brown”.
Realizând că nu trebuie să lase comercialismul să-i distrugă spiritul, Charlie Brown ia bradul acasă pentru a-l decora și a le arăta celorlalți că va funcționa în piesă. Ceilalți își dau seama că au fost prea duri cu Charlie Brown, și îl urmează în liniște după ce ascultă discursul lui Linus. El se oprește la cușca lui Snoopy, care câștigase concursul de luminițe, și agață un glob mare și roșu pe bradul său. Greutatea ornamentului face ca micul brad să se îndoaie la pământ. Crezând că a ucis bradul, Charlie Brown pleacă abătut.
Copiii ajung la cușca lui Snoopy, iar Linus ridică ușor bradul prăbușit și își înfășoară păturica în jurul bazei acestuia pentru a-i oferi sprijin. După ce ceilalți îl înfrumusețează folosind mai multe decorațiuni de pe cușca câinelui, chiar și Lucy acceptă alegerea lui Charlie Brown. Copiii încep apoi să fredoneze. Auzindu-i, Charlie Brown se întoarce să vadă că puietul este acum un pom de Crăciun complet decorat. Toți copiii strigă „Crăciun fericit, Charlie Brown!” și apoi cântă „Hark! The Herald Angels Sing”, Charlie Brown alăturându-se și el, în timp ce zăpada începe să cadă.

## Distribuție

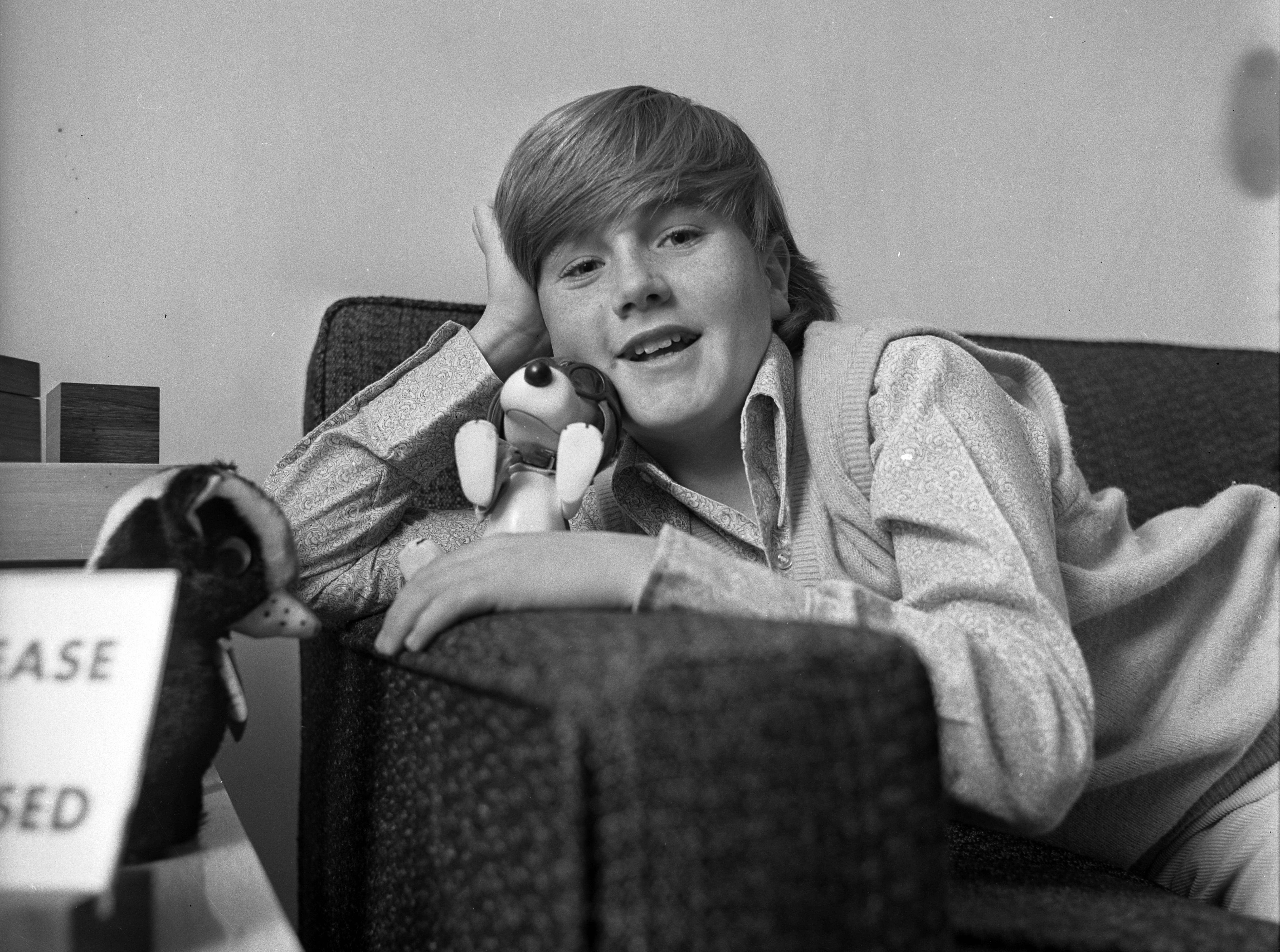
Peter Robbins, vocea lui Charlie Brown

- Peter Robbins în rolul lui Charlie Brown
- Christopher Shea ca Linus van Pelt
- Tracy Stratford ca Lucy van Pelt
- Kathy Steinberg ca Sally Brown
- Chris Doran ca Schroeder și Shermy
- Geoffrey Orstein ca Pig-Pen
- Sally Dryer ca Violet
- Ann Altieri ca Frieda
- Bill Melendez ca Snoopy
- Karen Mendelson ca Patty
- Corul vocal este compus din corul de copii al Bisericii Episcopale St. Paul (San Rafael, California), dirijat de Robert „Barry” Mineah.

## Moștenire

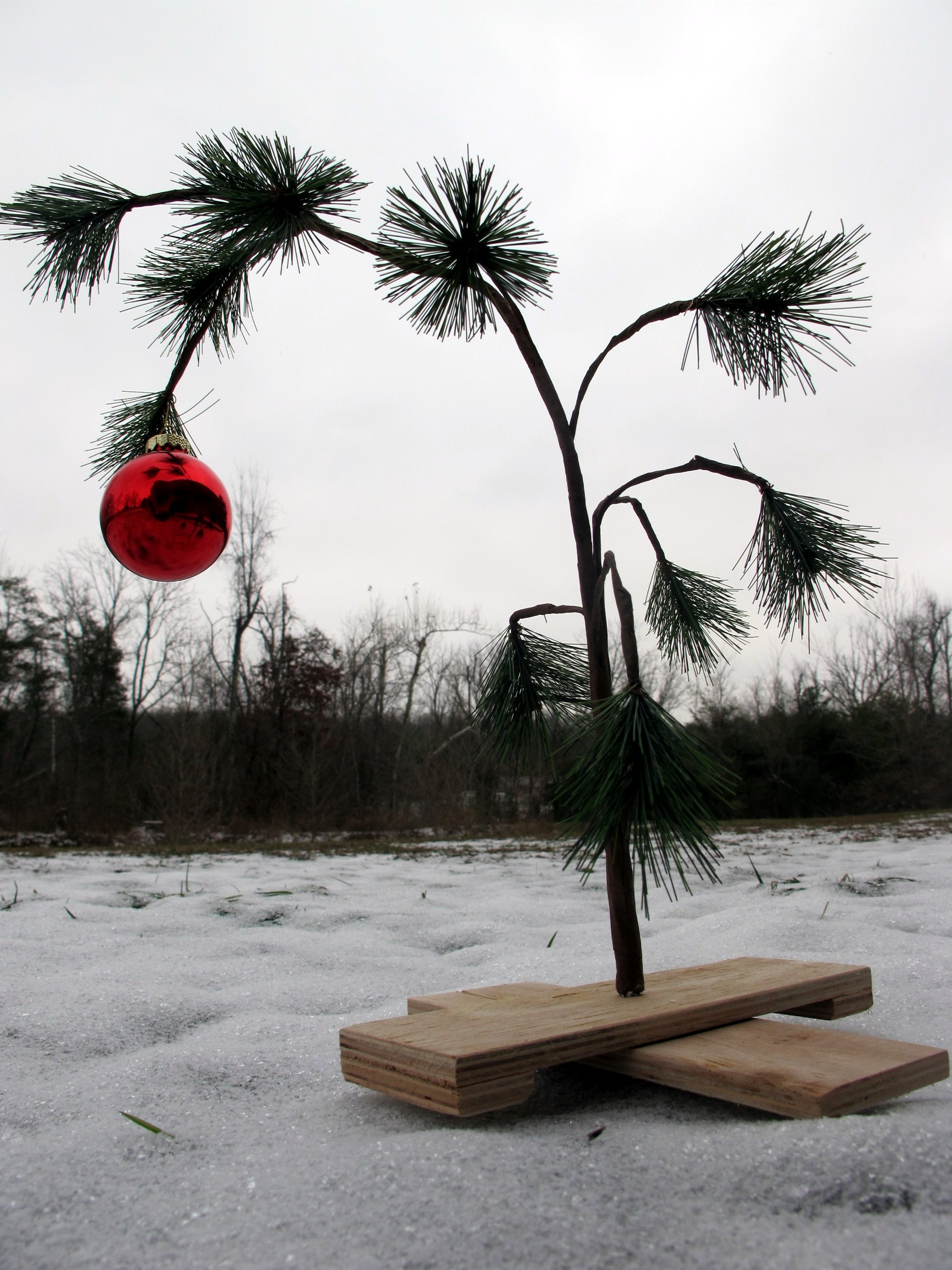
Bradul lui Charlie Brown

Coloana sonoră a specialului Crăciunul lui Charlie Brown a fost introdusă în Grammy Hall of Fame în 2007, și adăugată pe lista National Recording Registry a Bibliotecii Congresului Statelor Unite ale Americii cu înregistrări sonore „importante din punct de vedere cultural, istoric sau estetic” în 2012.
Crăciunul lui Charlie Brown a devenit un clasic de Crăciun în Statele Unite. A definit stilul viitoarelor speciale Peanuts, combinând teme pline de reflecție, partituri de jazz și animație simplă. De asemenea, potrivit autorului Charles Solomon, a stabilit specialul animat de o jumătate de oră ca standard în televiziune, inspirând crearea a numeroase altele, inclusiv How the Grinch Stole Christmas! (1966) și Frosty the Snowman (1969). USA Today a explicat atractivitatea programului la cea de-a 40-a aniversare a sa, în 2005: „Cercetătorii culturii pop spun că prin intriga scheletică strălucește geniul excentric și sofisticat care a alimentat popularitatea fenomenală a operei lui Schulz”. Dincolo de referințele sale religioase, nemaiîntâlnite în televiziune la acea vreme, specialul a marcat, de asemenea, prima dată când copiii au dat voce personajelor animate.
Specialul a influențat zeci de tineri artiști și animatori aspiranți, mulți dintre aceștia ajungând să lucreze atât în industria benzilor desenate, cât și în cea a animației, printre care Eric Goldberg (Pocahontas), Pete Docter (Compania Monștrilor, Deasupra tuturor), Andrew Stanton (În căutarea lui Nemo, WALL-E), Jef Mallett (Frazz), și Patrick McDonnell (Mutts).